# محمد بن سعد بن عبد العزيز آل سعود
الأمير محمد بن سعد بن عبد العزيز آل سعود ، نائب أمير منطقة الرياض السابق. الابن الثالث من أبناء صاحب السمو الملكي الأمير سعد بن عبد العزيز آل سعود

## نشأته
- ولد الأمير محمد بن سعد بن عبد العزيز آل سعود في عام 1363 هـ / 1944 م في منطقة الرياض.

## تعليمه
- درس في مدرسة الأمراء بقصر الحكم ثم انتقل إلى معهد الأنجال معهد العاصمة النموذجي بمدينة الرياض. الرياض
- ألحق بمدرسة سلاح الطيران عام 1382هـ / 1962م وابتعث منها إلى بريطانيا للالتحاق بكلية السلاح الملكي البريطاني (كلية كرانول) وتدرب على طائرات (JETPROVEST) وتخرج منها بشهادة البكالوريوس في العلوم العسكرية والطيران ثم ألحق بدورة طيران مقاتلات متقدمة ( هاينتر- HUNTER ) ثم بدورة طيران قتالية ( هاينتر- HUNTER ) ثم ألحق بدورة مقاتلات اعتراضية ( لايتنينق LIGHTNING ) بجميع أنواعها.

## حياته العملية
- عاد إلى المملكة و عين ضابط في السرب السادس بقاعدة خميس مشيط على طائرات ( لايتنينق LIGHTNING ) وبعدها انتقل إلى قاعدة الظهران الجوية وبقي على طائرات ( لايتنينق LIGHTNING ) بجميع أنواعها .
- كان من الذين خاضوا حرب الوديعة
- واصل عمله في مجال الطيران حتى عام 1395هـ
- وفي عام 1404هـ تولى مهمة نائب أمير منطقة القصيم خلال مرحلة هامة من مراحل تكوين الشخصية الحديثة لمنطقة القصيم؛ لتكون المنطقة الزراعية الأولى في المملكة العربية السعودية، وما رافق ذلك من مساندة جهود أمير منطقة القصيم في تلك الفترة الأمير عبد الإله بن عبد العزيز آل سعود.
- وفي عام 1432 هـ عُين نائبًا لأمير منطقة الرياض[1] حتى 1434 هـ.[2]
- وقد استمدت شخصيته من مزاولته للحياة العسكرية من حيث الانضباطية وسرعة الأداء في خدمه المواطنين حيث عُرف عن الأمير محمد بن سعد بن عبد العزيز آل سعود حينما كان نائباً لأمير منطقة القصيم أنه صاحب الزيارات المفاجئة التي كان يتابع من خلالها مستوى أداء العمل في المحافظات والمراكز، وقد رفعت هذه السياسة الرقابية فاعلية الأداء في عموم المنطقة ومنحتها المزيد من روح الانضباطية والدعم الكامل، خاصة لعملية تنفيذ المشروعات التنموية التي تشهدها المنطقة؛ إذ كان مهتماً بتنفيذ المشروعات ومراقبة مراحل تنفيذها، وتحديداً للمشروعات التي تمس حياة وخدمة المواطن، ولذا كان الأمير محمد بن سعد بن عبد العزيز آل سعود أميناً على المسؤولية كما كان شديد الرقابة للأمور الصغيرة قبل الكبيرة، وكان متحفزاً لكل عطاء، كما عُرف عنه اهتمامه بالجوانب الأمنية، حيث كان سموه يعطي هذا الجانب الكثير من الاهتمام، بما يخدم أمن واستقرار المجتمع.
- وفي إطار علاقة الأمير محمد بن سعد بن عبد العزيز آل سعود بالمجتمع، فإن له علاقة متميزة في مشاركة الناس الأفراح والأتراح، وكان قريباً من مجتمع المنطقة حتى بعد أن غادرها إلى مسؤولياته كمستشار لسمو وزير الداخلية .

## أسرته
| الزوجة                                                              | أبنائه منها                                                |
| ------------------------------------------------------------------- | ---------------------------------------------------------- |
| الأميرة جواهر بنت فهد بن فيصل الفرحان آل سعود                       | الأمير عبد العزيز، الأمير فهد، الأميرة نورة، والأميرة سارة |
| الأميرة صيتة بنت سعود بن عبد العزيز آل سعود (مطلقة)                 |                                                            |
| الأميرة مشاعل بنت عبد المحسن بن عبد العزيز آل سعود (مطلقة، ومتوفية) | الأميرة نوف                                                |